# Machimus bolgaricus
Machimus bolgaricus är en tvåvingeart som beskrevs av Pavel Lehr 1981. Machimus bolgaricus ingår i släktet Machimus och familjen rovflugor.
Artens utbredningsområde är Bulgarien. Inga underarter finns listade i Catalogue of Life.